# Peter Maas
Pour les articles homonymes, voir Maas.
Peter Maas, né le 27 juin 1929 à New York et mort le 23 août 2001 dans la même ville, est un écrivain et journaliste américain, d'origines néerlandaises et irlandaises.

## Travail
Peter Maas est le biographe de Frank Serpico, un officier de la New York City Police Department qui a combattu la corruption policière. Il est également l'auteur du premier New York Times Best Seller, Underboss, un livre sur la vie de Sammy Gravano. Maas a également écrit d'autres best-sellers notables comme The Valachi Papers, Manhunt, et In a Child's Name. Il a reçu le Prix Edgar-Allan-Poe du meilleur roman de crime en 1991,.
Maas a réalisé un bref caméo sur lui-même, qui apparaîtra dans un épisode de la série télévisée Homicide.

## Vie privée
Peter Maas fut marié à Audrey Gellen Maas, avec qui il a adopté un fils, John-Michael Maas. Il meurt à New York en 2001.

## Œuvres
- 1967 : The Rescuer: The Extraordinary Life of the Navy's "Swede" Momsen and His Role in an Epic Submarine Disaster.
- 1969 : The Valachi Papers  (ISBN 0-399-10832-7)
- 1973 : Serpico  (ISBN 0-670-63498-0)
- 1974 : King of the Gypsies  (ISBN 0-670-41317-8)
- 1979 : Made in America: A Novel  (ISBN 0-670-44555-X)
- 1983 : Marie: A True Story  (ISBN 0-671-60773-1)
- 1986 : Manhunt: The Incredible Pursuit of a CIA Agent Turned Terrorist  (ISBN 0-394-55293-8)
- 1989 : Father and Son: A Novel  (ISBN 0-671-63172-1)
- 1990 : In a Child's Name: The Legacy of a Mother's Murder  (ISBN 0-671-69416-2)
- 1994 : China White: A Novel  (ISBN 0-671-69417-0)
- 1996 : Killer Spy: Inside Story of the FBI's Pursuit and Capture of Aldrich Ames, America's Deadliest Spy  (ISBN 0-446-60279-5)
- 1997 : Underboss  (ISBN 0-06-018256-3)
- 1999 : The Terrible Hours: The Man Behind the Greatest Submarine Rescue in History  (ISBN 0-06-019480-4)[4].